# 塞爾克 (濱海塞納省)
塞爾克（法語：Serqueux，法語發音：[sɛʁkø]）是法國滨海塞纳省的市镇，位於該國北部，屬於迪耶普区。

## 地理
塞爾克（49°37'54"N, 1°32'17"E）面积5.76 平方千米，位于法国诺曼底大区滨海塞纳省，该省份为法国北部沿海省份，其西部及北部濒大西洋英吉利海峡，东起顺时针与索姆省、瓦兹省、厄尔省和卡爾瓦多斯省接壤。
与塞爾克接壤的市镇（或旧市镇、城区）包括：博贝克-拉罗西耶尔、孔潘维尔、布赖地区龙什罗勒、福尔日莱索。

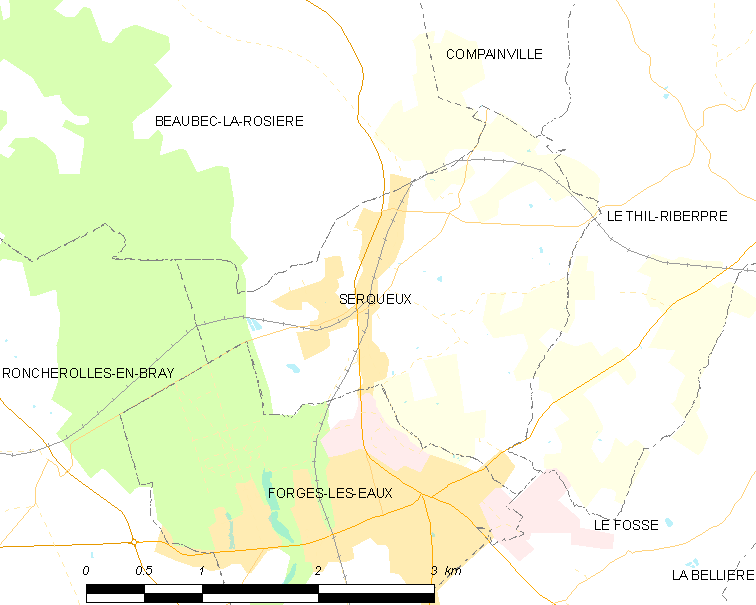
的OSM定位图

塞爾克的时区为UTC+01:00、UTC+02:00（夏令时）。

## 行政
塞爾克的邮政编码为76440，INSEE市镇编码为76672。

## 政治
塞爾克所属的省级选区为布赖地区古尔奈县。

## 人口

1962-2008年间人口变化图示

塞爾克于2022年1月1日时的人口数量为948人。